# ファイブ・ナイツ・アット・フレディーズ (映画)
『ファイブ・ナイツ・アット・フレディーズ』（原題：Five Nights at Freddy's）は、同名コンピュータゲームシリーズを原作とした、2023年のアメリカ合衆国のホラー映画。監督はエマ・タミが、脚本はシリーズ原作者であるスコット・カーソン、セス・カデバック、エマ・タミらが務める。製作はブラムハウス・プロダクションズとストライカー・エンターテイメントが担当し、ジェイソン・ブラムとスコット・カーソンが共にプロデュースを行う。ジョシュ・ハッチャーソン、エリザベス・レイル、パイパー・ルビオ、メアリー・スチュアート・マスターソン、マシュー・リラード、キャット・コナー・スターリングらが出演する。
2015年にワーナー・ブラザース・ピクチャーズが本作の映画化権を獲得したが進展せず、ワーナーは権利を放棄した。2017年に新たにブラムハウス・プロダクションズが製作を務めることが発表された。2023年10月25日に公開された。

## あらすじ
主人公のマイクは妹のアビーと二人暮らし。絵ばかり描いていて自分には懐くどころか興味すら持ってくれない妹との生活。それでも必死に彼女を愛し育て共に暮らそうとするマイクには一つ悩みがあった。それは幼少期に起きた弟の誘拐事件。自分が少し目を離してしまったために事件が発生してしまい、それが原因で以後の生活に支障がでる日々。弟を誘拐した犯人を探すために同じ夢を見ようと薬に頼り何度も眠りにつく。長い時間眠ってしまうせいか仕事は長続きしなかった。
その結果、家賃も滞納してしまうほど追い込まれ、しまいには意地悪な叔母にアビーを引き取られそうになる始末。保護者としての安全性を見せるため仕事が必要になったマイクはキャリアカウンセラーのスティーブからある場所の夜勤警備の仕事を紹介される。
『Freddy Fazbear's Pizzaria』。
80年代を代表するピザ屋でアニマトロニクスであるクマのフレディ、ウサギのボニー、ヒヨコのチカ、キツネのフォクシーが売りだったがとある事件が起きたことにより警察の捜査が入り休業。程なくして閉店しまう。
そして廃墟と化した店だけが残った。その建物自体は取り壊しが持ち掛けられてはいたがなんでも持ち主が当時を懐かしむ為に残しているという。しかし営業していない建物のため、よくホームレスや不良が店に侵入してはたむろしているという。そんな輩から店を守るために深夜12時から朝6時までの間、監視・警備をして欲しいという内容だった。この仕事を紹介する立場であるスティーブも｢仕事の割に給料は安い上に職場環境も最悪｣と言っており、最初はアビーの事もあって断っていたが妹の件もあったので渋々請け負うことにする。
その夜、無事仕事に就いたマイクはアビーをベビーシッターのマックスに任せて仕事場へ向かう。向かった先の建物は全く手入れが入っておらず蜘蛛の巣や埃だらけだった。これからこの古びた建物で朝の6時まで監視・警備をしなければならないことにマイクは一抹の不安を抱きつつ、監視ルームに向かい仕事を開始する。これから起きる想像絶する悪夢の始まりとも知らずに…。

## 登場人物
マイク・シュミット（Mike Schmidt）
演 - ジョシュ・ハッチャーソン、日本語吹替 - 福山潤
本作の主人公。廃墟となった「Freddy Fazbear's Pizzaria」で夜間警備を行うことになる。12歳の時、弟のギャレットが目の前で何者かに連れ去られており、それ以来弟と誘拐した犯人を捜し続けている。そして現在、妹のアビーの親権を得たが、安定した仕事に就けず再び家族を失いかけている。
ヴァネッサ・シェリー（Vanessa Shelly）
演 - エリザベス・レイル、日本語吹替 - 宇乃音亜季
廃墟と化した「Freddy Fazbear's Pizzaria」の警備を長年担当している地元警察官。仕事中に居眠りをするなど警備の仕事を楽観視するマイクを信頼できずにいたが、次第に彼の置かれている状況に共感し、このピザ屋で起きた重要な歴史を彼に打ち明ける。またマイクと共に、怪奇現象を経験することとなる。物語の佳境で、自分がウィリアム・アフトンの娘であることをマイクに告白する。
アビー（Abby）
演 - パイパー・ルビオ、日本語吹替 - 渡辺明佳
マイクの10歳の妹。マイクの仕事が長続きしないせいで心を閉ざし引きこもるようになった結果、妄想に耽り不思議な絵を何枚もの紙に描き出すことを普段の暇つぶしをしている。しかしマイクが警備の仕事を始めると、アビーが描いた絵とピザ屋でおこる怪奇現象の間に奇妙なほどに重なりがあることに気づく。
ジェーン（Jane）
演 - メアリー・スチュアート・マスターソン、日本語吹替 - 野沢由香里
マイクとアビーの叔母。2人と共に暮らして以来、ジェーンは彼らの生活に欠かせない存在になっている。アビーを育てようとするマイクの頼みに反対しており、アビーの世話を他の人へ任せようとしている。しかしジェーンはアビーへの愛情以外に理由はないと主張する。
スティーブ・ラグラン（Steve Raglan) / ウィリアム・アフトン (William Afton)
演 - マシュー・リラード、日本語吹替 - 谷昌樹
マイクの仕事探しを手伝うキャリアカウンセラー。マイクに「Freddy Fazbear's Pizzaria」での夜間警備員の仕事を勧める。その後、彼が児童失踪事件の黒幕であることが判明した。
マキシン（Maxine）
演 - キャット・コナー・スターリング、日本語吹替 - 渡谷美帆
アビーのベビーシッター兼介護人。周りからは”マックス”の名で知られる。彼女はアビーに気を配りつつも、精神的に不安定になりつつあるマイクが妹の世話をすることができなくなるのではと陰ながら心配している。

### アニマトロニクス
元は「Freddy Fazbear's Pizzaria」で家族連れの客を楽しませるために設置されていた。しかし廃業後に突如として動き出し、警備の仕事を任された人々を自分たちのガワの中に取り込もうと襲いかかる。
フレディ・ファズベアー（Freddy Fazbear）
演 - ケヴィン・フォスター
ボニー（Bonnie）
演 - ジェイド・キンダル・マーティン
チカ（Chica）
演 - ジェス・ワイス
フォクシー（Foxy）
内骨格が丸見えになっているその見た目から、演者が中に入り動きを演じることはせず、操り人形師により操作されることとなった。操作には6人の操り人形師を要し、顔、頭、胴体、腕、足をそれぞれ別のスタッフにより操作された。声優を務めたのはカレン・ゴフ。
加えて、アメリカ人YouTuberのCoryxkenshinとMatPatがそれぞれタクシー運転手とウェイターとしてカメオ出演している。

## 製作

### 企画
2015年4月、ワーナー・ブラザース・ピクチャーズはゲームシリーズ『Five Nights at Freddy's』の映画化権を獲得したと発表し、ロイ・リー、デヴィッド・カッツェンバーグ、セス・グレアム＝スミスが映画化をプロデュースすることになった。これに対しグレアムは「スコットと共に、狂っていて恐ろしく、不気味で素敵な映画を作るのを楽しみにしています。」と述べた。同年7月には、ギル・キーナンがワーナーと契約し監督を務め、さらにタイラー・バートン・スミスと共に脚本の執筆も行うと発表された。
2016年7月、本作が2018年の半ばに公開される予定との報道がされた。この報道以前にはゲームシリーズファンの間で映画がキャンセルされたとの噂が流れるも、スコット・カーソン及び監督のギル・キーナンが共にそれを否定していた。
しかし2017年3月、ワーナーが本作のプロジェクトから降板し、新たにブラムハウス・プロダクションズ製作を務めることになったと報じられた。 同年5月、プロデューサーのジェイソン・ブラムは「彼無しでは納得のいく映画は作れない。」と語り、スコットと密接に協力していくと語った。 同年6月、キーナンが本作の監督を辞退したことが発表された。

### 脚本
2018年2月、監督兼脚本家を務めていたギル・キーナンの後任としてクリス・コロンバスが発表され、さらにブラムとカーソンと共に本作をプロデュースすることになった。 
同年8月、カーソンは『Five Nights at Freddy's』小説3部作の共著者であるキラ・ブリード・リスリーと共同で執筆した本作の脚本の初稿が完成し、シリーズ第1作目の内容が絡んでくると明かした。またこの初稿に対して「まだまだ改善が必要。」とも語った。同月、ブラムは2020年の公開を目指して本作を製作しているとした。同年11月、カーソンは脚本について、コロンバスとブラムから好評を得ていたものの、より良いアイデアが浮かび気に入ったため前述した初稿を却下したと発表した。これについてカーソンは前向きに考えており、「自分の直感を信じ、ファンが望む面白いものを提供したい。遅れてはいるが、いい方向に進んでいる。」とも語った。

2020年6月、ファンダムとのインタビューで本作の進捗状況について尋ねられたブラムは、次のように述べた。
”とても活発に動いており、『Five Nights at Freddy's』の映画が見れるようになる見込みは大きくなるばかりです。本当に順調に進んでいます。何も発表がないためそう感じるかもしれませんが、停滞しているわけではありません。急速に進展しています。具体的な時期については示せませんが、近いうちに見れるようになるという自信があります。” 
2020年11月、カーソンは本作についての悪いニュースと題し、これまでに検討されたが却下された脚本の紹介と共に、とある脚本が採用されたとの報告をした。最終的に採用された脚本は「Mike」と呼ばれるタイトルであり、ゲームの基本的な設定が踏襲された、面白くて怖い筋の通ったストーリーであるとしている。さらに同日、本作の撮影を2021年春より開始する予定であることを報告した。
2021年9月、ブラムはコライダーとのインタビューで、クリス・コロンバスが本プロジェクトから離脱したことを報告した。さらにブラムは企画の遅れに関して、「正しいストーリーを得るのに予想よりも時間がかかっている。」と語りつつも、この企画はまだ続いているとした。
2022年10月、エマ・タミがコロンバスの後任監督として発表され、さらにカーソンと新たにセス・カデバックと共同で脚本を執筆していることが発表された。
2023年10月、ブラムがトーク番組レイト・ナイト・ウィズ・セス・マイヤーズに出演した際、これまでに8人の監督が携わり15本の脚本が執筆されたことを明かした。

### キャスティング
2022年12月、ジョシュ・ハッチャーソンとマシュー・リラードが何らかの役でキャスティングされたことが発表された。さらに同日、メアリー・スチュアート・マスターソンと子役であるパイパー・ルビオがそれぞれ参加することが発表された。 2023年3月には、キャット・コナー・スターリングとエリザベス・レイルが本作に出演することが報じられた。  

### アニマトロニクス製作と演出
2022年8月、ブラムは自身の持つSNSにて、ジム・ヘンソン・クリーチャー・ショップがこの映画に登場するアニマトロニクスキャラクターの製作を手掛けることを、実際の製作の様子と思われる画像と共に発表した。アニマトロニクスの演出には、担当する演者が衣装を着て撮影を行うこともあり、各衣装には動きやすくデザインされたものや、細部まで精密にデザインされたものまでいくつかのバリエーションが作成された。
撮影開始前には関係者全員の安全確保の確認も含め、アニマトロニクスの感触を確かめるため1ヶ月に及ぶリハーサルを行っている。また撮影では各アニマトロニクスの演者に衣装を着せるために約15分間要した。

### 撮影・編集
当初、撮影は2021年3月に開始される予定だったが、脚本の問題により撮影が延期された。撮影は2023年2月1日にニューオーリンズで『Bad Cupcake』というワーキングタイトルで開始され、期間は2月1日から3月15日までの43日間に及んだ。製作に要した推定予算（税制優遇措置前）は2500万ドル。
2メートルを超えるアニマトロニクスとキャストを1つのフレームに収めるため、機材は他のカメラよりも広い視野で撮影が可能な、大判センサーを搭載したARRIAlexa65カメラが使用された。またVFXスーパーバイザーであるジョナサン・デアリングとエマ・タミは、CGIの使用を最小限に抑えるよう撮影と編集を行っている。
楽曲はザ・ニュートン・ブラザーズが担当した。

## 公開
2023年10月25日、イギリス、インドネシア、アイルランド、メキシコでの公開を皮切りに世界各国で公開された。製作国であるアメリカでは各地の劇場及びPeacockで10月27日から公開された。
日本では東宝東和配給のもと、2024年2月9日に劇場公開された。上映時間は約110分。

## 続編
2018年8月、本作の監督を務めたスコット・カーソンは、本作の脚本の初稿が完成した報告と共にそれ以降の映画作品についての考えも語り、続編についてゲームシリーズの第2作目である『Five Nights at Freddy's 2』がベースとなる可能性があるとした。さらに3作目の製作についても言及した。同年11月、続編に続く物語についてシリーズの1～3作目をベースとするもので、それ以降のゲーム作品に関しては展開する予定はないとした。
2023年2月には、ウィリアム・アフトン役に起用されたマシュー・リラードはWeeklyMTGでのインタビューで、ブラムハウス及びユニバーサルと3作品分の契約を結んだと語った。
2024年4月、ブラムハウスは2025年秋公開予定の続編を正式に決定し、ジム・ヘンソン・クリーチャー・ショップがアニマトロニクスのデザインに続投することも明らかにした。
続編の撮影は2024年7月に開始され、2025年12月5日米公開予定。